# Pavetta antennifera
Pavetta antennifera är en måreväxtart som beskrevs av Herbert Fuller Wernham. Pavetta antennifera ingår i släktet Pavetta och familjen måreväxter.
Artens utbredningsområde är Kamerun. Inga underarter finns listade i Catalogue of Life.